# Aiguille de Bocheresse
Aiguille de Bocheresse är en bergstopp i Schweiz. Den ligger i distriktet Entremont och kantonen Valais, i den södra delen av landet, 110 km söder om huvudstaden Bern. Toppen på Aiguille de Bocheresse är 3 344 meter över havet.